# Stadtkirche (Kirchberg an der Jagst)

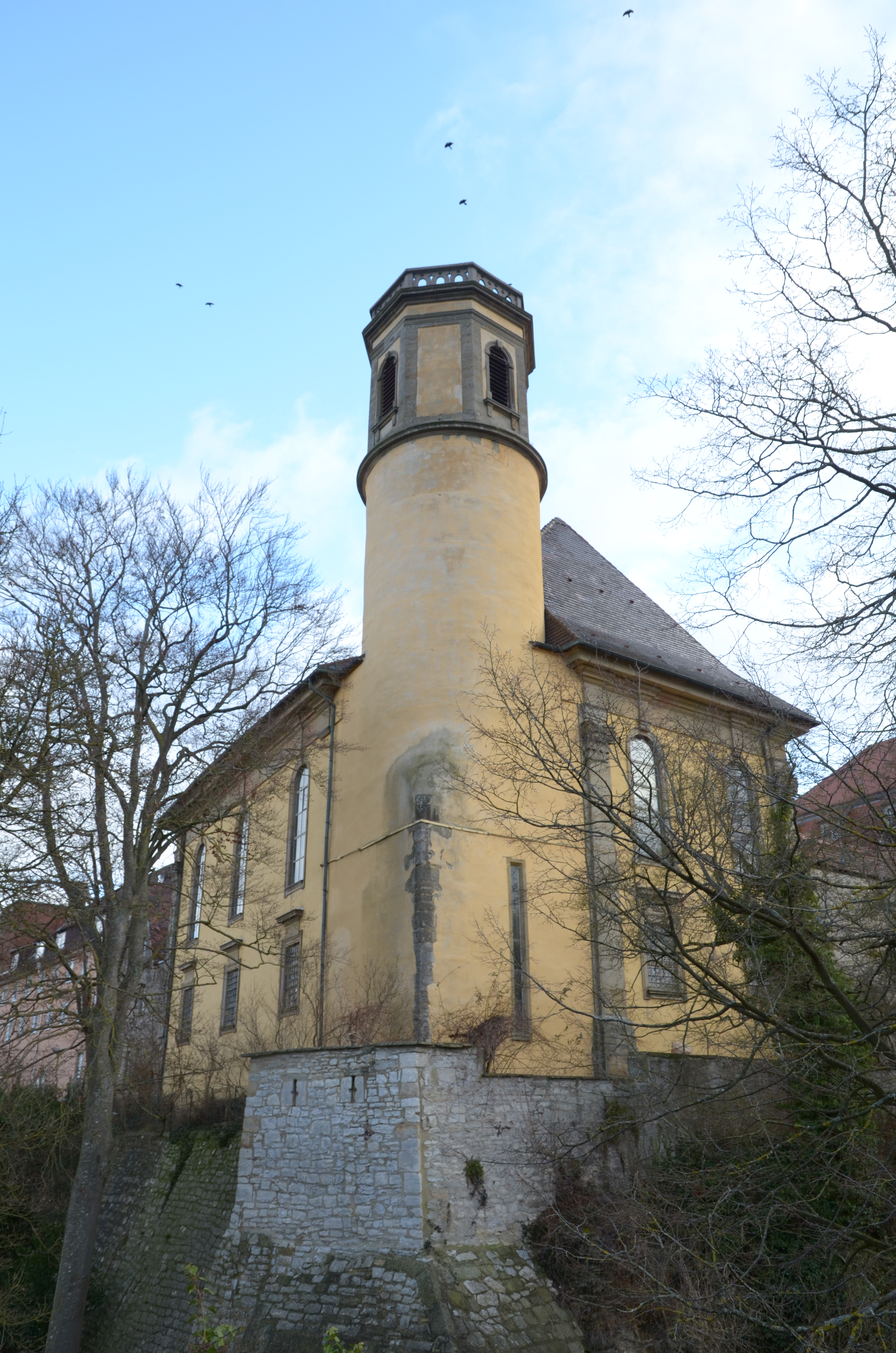
Stadtkirche in Kirchberg an der Jagst

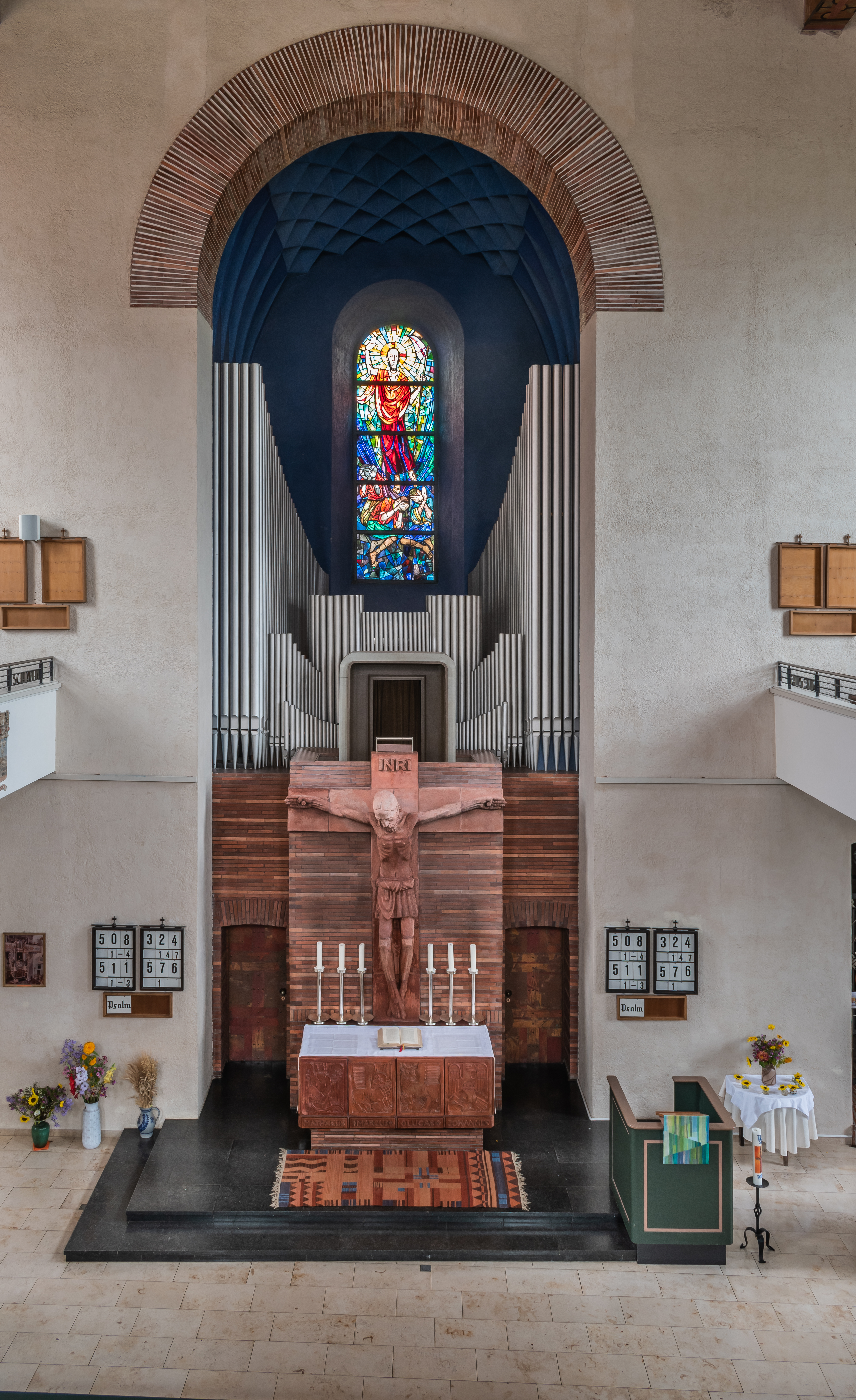
Innenansicht

Die evangelische Stadtkirche steht in Kirchberg an der Jagst, einer Landstadt im Landkreis Schwäbisch Hall in Baden-Württemberg. Das Bauwerk ist beim Landesamt für Denkmalpflege Baden-Württemberg als Baudenkmal eingetragen. Die Kirchengemeinde gehört zum Kirchenbezirk Crailsheim-Blaufelden in der Evangelischen Landeskirche in Württemberg.

## Beschreibung
Die Stadtkirche wurde 1730 unter Graf Friedrich Eberhard anstelle des kleineren Vorgängerbaus erbaut. Die Stadtmauer auf der Süd- und Westseite wurde als Außenwand verwendet und der an der Nordwestecke stehende Wehrturm zum Kirchturm umfunktioniert. Das Langhaus der Saalkirche wurde mit einem Walmdach bedeckt. Ein Brand zerstörte 1929 die Kirche bis auf die Umfassungsmauern. Sie wurde anschließend wieder aufgebaut.
Die Orgel wurde 1929 von Friedrich Weigle gebaut.